# Italo Marra
Italo Marra (Roma, 4 giugno 1931 – ...) è stato un calciatore italiano, di ruolo attaccante.

## Carriera
Dopo gli inizi nel settore giovanile della Roma (dove è rimasto fino al 1950) ha giocato in prestito nello Stabia, con cui nella stagione 1950-1951 ha ottenuto la prima promozione in Serie B nella storia del club; nella stagione 1951-1952 ha invece giocato nella serie cadetta sempre con i campani, con cui ha segnato 5 reti in 23 presenze in campionato.
Nella stagione 1952-1953 e nella stagione 1953-1954 ha invece giocato in Serie B con il L.R. Vicenza, società a cui nel 1952 è stato ceduto dalla Roma, per un totale nell'arco delle due stagioni di 35 presenze e 9 reti.
In seguito viene ceduto all'Alessandria, con cui nella stagione 1954-1955 va a segno 6 volte in 19 partite in Serie B. L'anno seguente passa al Como, contribuendo al terzo posto finale della squadra lariana con 6 reti in 20 presenze nella Serie B 1955-1956, mentre l'anno seguente gioca 6 partite senza mai segnare, sempre nel campionato cadetto. Dal 1957 al 1959 ha giocato nell'Aquila, con cui ha segnato in totale 14 reti in 50 presenze in IV Serie.
In carriera ha giocato complessivamente 103 partite in Serie B, con 26 gol segnati.

## Palmarès

### Club

#### Competizioni nazionali
- Serie C: 1

Stabia: 1950-1951